# Signalisation de jour

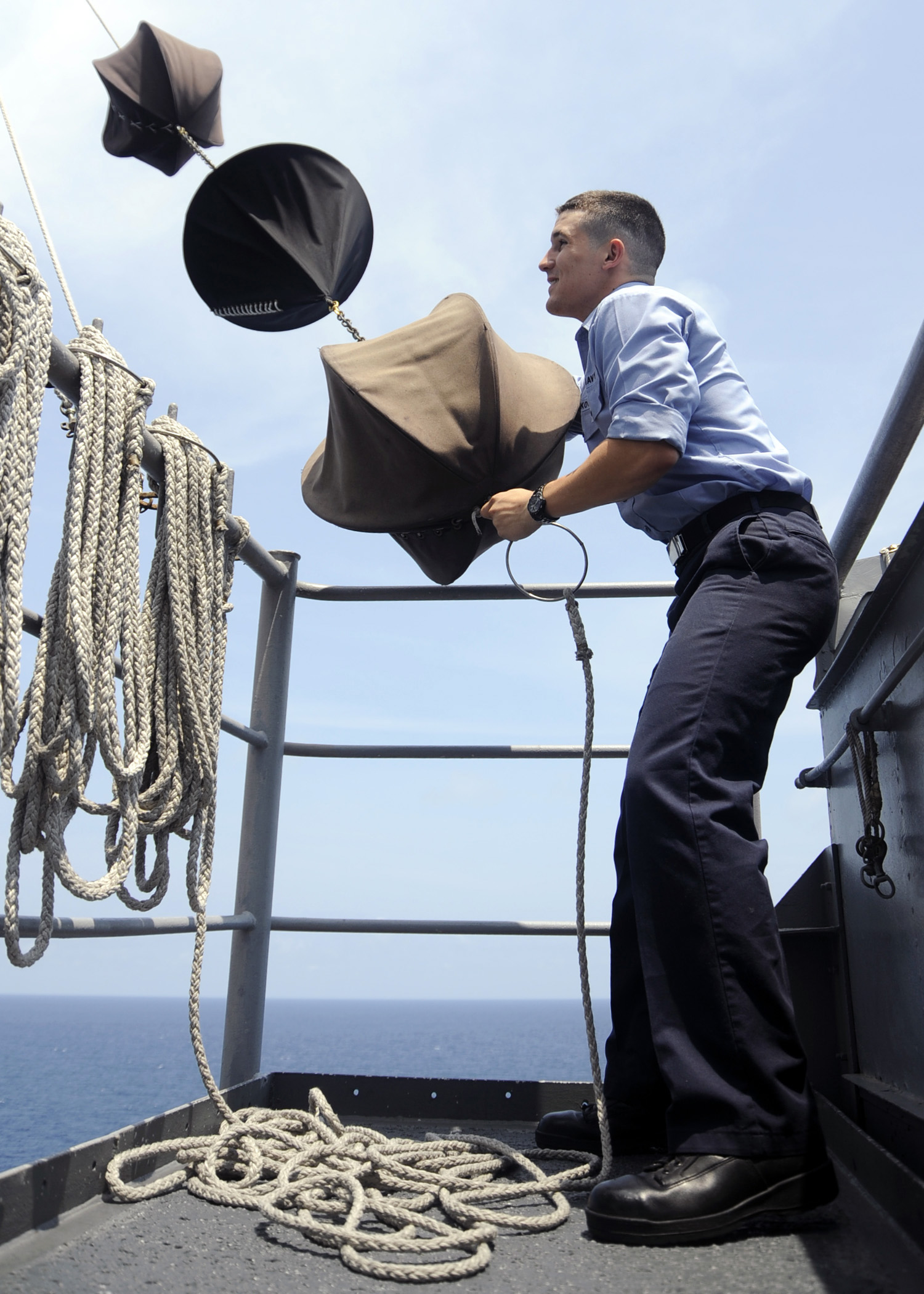
Un marin de l'US Navy abaisse les signalisations de jour "boule, diamant, boule", signalant la fin des manœuvres restreintes

Les signalisations de jour ou les formes de jours sont des signaux de tête de mât indiquant visuellement l'état d'un navire aux autres navires sur les eaux navigables pendant les heures de clarté, qu'ils fassent route, qu'ils soient ancrés ou échoués. 
Ces signaux consistent en un ensemble de formes géométriques simples — boule, cylindre, cône et losange — qui sont affichées, suspendues à un mât, d'une manière prescrite pour indiquer l'état opérationnel d'un navire ; certains de ces signaux peuvent être quelque peu complexes.
La signification des formes est définie par le Règlement international pour la prévention des abordages en mer (RIPAM).

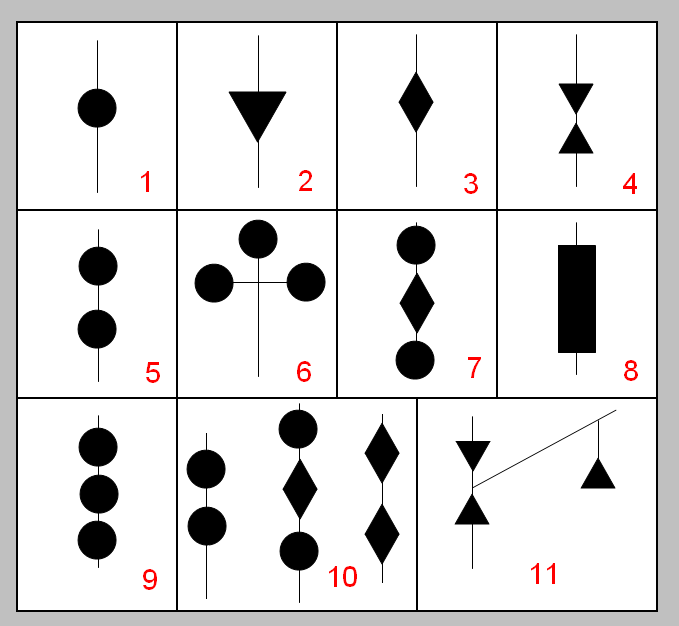
Signalisation de jour de la RIPAM

Les signaux de jour sont de couleur noire et leurs tailles sont déterminées par le RIPAM; par exemple, la taille de la boule n'est pas inférieure à 0,6 mètre (2 pi). 
La distance verticale entre les formes est d'au moins 1,5 mètre (5 pi). Les navires de moins de 20 mètres (66 pi) de long peuvent utiliser des formes de plus petite taille proportionnelle à la taille du navire. 
Les signaux du jour de tailles standard et de tailles réduites sont tous deux disponibles dans le commerce. 
Les formes de jour sont généralement construites à partir d'un cadre léger recouvert de tissu et sont conçues pour être pliables pour faciliter le stockage.
Les signalisations de jour sont conçues pour correspondre aux divers feux de navigation devant être affichés la nuit et doivent être respectées de jour du lever au coucher du soleil. Les feux appropriés peuvent également être affichés pendant la journée à des moments de visibilité réduite ou dans d'autres circonstances nécessaires.
Les navires de moins de 7 mètres ne sont généralement pas tenus d'afficher des signaux du jour même s'ils sont tenus d'afficher des feux la nuit.
Un drapeau carré noir affiché au-dessus du ballon peut être utilisé comme signal de détresse.
Certains des signaux les plus courants sont les suivants :
| État de navigation              | Forme du jour                 | Restriction                                                      |
| ------------------------------- | ----------------------------- | ---------------------------------------------------------------- |
| Navire à voile et moteur        | Cône                          | > 12m                                                            |
| Ancré                           | Boule                         | > 7m (hors chenal) > 20m (au mouillage)                          |
| Contraint par le tirant d'eau   | Cylindre                      |                                                                  |
| Échoué                          | 3 boules (ligne verte)        | > 12m                                                            |
| Pas sous commandement           | 2 boules (ligne verte)        | > 12m                                                            |
| Capacité de manœuvre restreinte | 1 boule + 1 diamant + 1 boule | > 12m (sauf bateaux de plongée)                                  |
| Pêche (commerciale)             | 2 cônes (ligne verte)         | > 20m (mais doit afficher (filets ou chalut) la forme du panier) |
| Remorquage de navire            | diamant                       | Remorquage > 200m                                                |
| Navire remorqué                 | diamant                       | Remorquage > 200m                                                |
| Déminage                        | 3 boules                      | Naval                                                            |